# 両国本町
両国本町（りょうごくほんちょう）は、徳島県徳島市の町名。内町地区に属している。両国本町一丁目から両国本町二丁目まで存在する。郵便番号は〒770-0843。
- 人口：150人（2010年1月。徳島市の調査より）
- 世帯数：70世帯（同上）

## 地理・歴史
徳島市の中心駅徳島駅の南方、内町地区南部に位置する。南北に伸びる両国橋通りの両側に広がる町で、北から1～2丁目が連なる。北は国道192号から、南は新町川直前まで延びている。
この地域には東西に伸びる町が並んでおり、両国本町はそれらを貫き分断している。すなわち、八百屋町の南側、通町、中通町、新内町、南内町のほとんどであり、それぞれ、両国本町より東が1丁目、西が2～3丁目である（ただし新内町は2丁目まで）。新内町の通りが、両国本町1丁目と2丁目の境である。
両国橋通りの両側には両国本町商店街が広がっている。毎年8月12日から8月15日の阿波踊り期間中には大規模な演舞場が設けられる。
両国橋通り自体は新町川に架かる両国橋を越えて南岸まで延びており、南岸での両側は両国橋（地名）である。ただし両国本町は新町川まで達していないので、両国橋と直接には連なっていない。新町川北岸の河岸公園（新町川水際公園・徳島こども交通公園）は南内町である。

## 歴史
この地域は江戸時代には東西の通りが幹線道路であり、この通りは横町に過ぎず、南も今より短く現在の新内町の通りまでだった。
1880年に両国橋（当初は両合区橋）が架かると、それに繋がる通りが必要になってきた。まもなく現在の両国本町と両国橋の間の道ができ、両国本町は中心街と両国橋を結ぶ道となった。
明治以降の町割りでは通町・中通町・八百屋町・新内町・南内町の各一部だったが、1975年に現在の町名となった。

## 施設
- 両国本町商店街
- 東横イン徳島駅前店 -1丁目
- ヤラカス -1丁目
- イマデヤ -2丁目

## 交通

### 道路
- 一般国道
  - 国道192号

### バス
- 徳島バス・徳島市営バス
  - 両国本町商店街